# Minister za zdravje Italijanske republike
Minister za zdravje Italijanske republike (italijansko Ministro della Salute) je odgovoren za ministrstvo. ki se ukvarja z organizacijo zdravstva za ljudi in živali v državi. Njegove glavne funkcije so:
- organizacija in koordiniranje državne zdravstvene službe; izoblikovanje državnih smernic in dolgoročnih planov za splošno ureditev zdravstva in preventive; preučevanje socialnih problemov v zvezi s prehrano;
- sodelovanje s pokrajinskimi ustanovami, ki jim je poverjena praktična skrb za zdravstvo in preventivo;
- nadzor nad zakonodajo v zvezi z zdravstvenimi vprašanji; nadzor nad izvajanjem tovrstnih ukrepov;
- zaščita zdravja na delovnem mestu; določanje zdravstvenih obveznosti delodajalca;
- nadzor nad higieno in zdravstveno zaščito v prehrambni industriji;
- nadzor nad proizvajalci zdravil, zdravniških aparatov in protez;
- nadzor nad obmejnim prometom z živili in zdravili; nadzor nad obmejnim prometom z živino in rastlinami;
- sodelovanje s Svetovno zdravstveno organizacijo in Evropsko agencijo za zdravila;
- poveljstvo posebnega odseka karabinjerjev (formalno pod okriljem Obrambnega ministrstva) s skupno 40 uradi za zaščito zdravja in preprečevanje ponareditve živil.